# Shaina Harrison
Shaina Harrison (* 11. März 1994 in Aurora, Ontario) ist eine kanadische Leichtathletin, die sich auf den Sprint spezialisiert hat.

## Sportliche Laufbahn
Erste internationale Erfahrungen sammelte Shaina Harrison im Jahr 2011, als sie bei den Commonwealth Youth Games in Douglas in 11,81 s die Bronzemedaille im 100-Meter-Lauf gewann. Zudem sicherte sie sich mit der kanadischen 4-mal-100-Meter-Staffel in 46,58 s die Silbermedaille. 2014 gewann sie dann bei den U23-NACAC-Meisterschaften in Kamloops in 11,70 s die Bronzemedaille über 100 m hinter den US-Amerikanerinnen Cierra White und Katie Wise und mit der Staffel gewann sie in 45,19 s die Silbermedaille hinter den Vereinigten Staaten. Bei den IAAF World Relays 2017 in Nassau konnte sie das B-Finale in der 4-mal-100-Meter-Staffel nicht beenden und im Jahr darauf gewann sie bei den NACAC-Meisterschaften in Toronto in 43,50 s gemeinsam mit Crystal Emmanuel, Phylicia George und Jellisa Westney die Bronzemedaille mit der Staffel hinter den Teams aus den USA und Jamaika. Bei den IAAF World Relays 2019 in Yokohama wurde sie im Vorlauf der 4-mal-100-Meter-Staffel disqualifiziert. 

## Persönliche Bestzeiten
- 100 Meter: 11,36 s (+1,5 m/s), 16. Mai 2015 in Tallahassee
  - 60 Meter (Halle): 7,29 s, 27. Februar 2016 in Boston